# (69230) Hermes
(69230) Hermes és l'únic asteroide que durant anys va tenir nom però no nombre en la sèrie, temps durant el qual va ser conegut com (1937 UB) Hermes. Va ser descobert en 1937 per Karl Reinmuth (1892-1979) a Heidelberg. Es movia a cinc graus per hora, de manera que va creuar el cel en 9 dies, arribant a passar el 28 d'octubre de 1937 a tan sols 800.000 km de distància de la Terra. Després es va perdre el seu rastre i es va creure possible no tornar a localitzar-lo mai.
No obstant això, el 15 d'octubre de 2003, després de 65 anys 11 mesos i 17 dies des que fos descobert per Reinmuth, B. A. Skiff, del Lowel Observatory-LONEOS, es comunicava haver localitzat un asteroide candidat a ser un objecte proper a la Terra i que quatre hores més tard J. Young, del Table Mountain Observatory, ho confirmava.
Més tard, T. B. Spahr, del MPC, localitzava observacions del mateix objecte de data 5 d'octubre de 2003, que havien estat comunicades per Haleakala-NEAT/MSSS com un probable objecte del cinturó principal, reconeixent Spahr que es tractava de (1937 UB) Hermes, i que ha rebut el número 69.230 definitiu. Durant el temps que ha estat perdut, ha fet 31 revolucions al Sol.